# Yapeyú
Yapeyú is een plaats in het Argentijnse bestuurlijke gebied San Martín in de provincie Corrientes. De plaats telt 2.124 inwoners.

## Geboren
- José de San Martín (1778-1850), generaal en Zuid-Amerikaanse onafhankelijkheidsstrijder
- Reinaldo Gorno (1918-1994), langeafstandsloper